# 以色列给水排水现状
以色列给水排水现状与其发展历史息息相关。以色列位处中东沙漠边缘，水资源严重分布不均。其降水主要分布在冬季且为偏远的以色列北部地区，致使北部的加利利湖成为了以色列境内最大、最重要的饮用水源与蓄水库。同时，即使在北部，庞大的降雨量通常是伴随着强大的暴风雨，有时会造成水土流失和洪灾。以色列国内最具农业耕种价值的土地便是那些每年获得超过300毫米降雨量的地区，这样的地区大约只占了全国面积的三分之一。故而，灌溉与水利工程的设计与建造对以色列经济、社会的均衡发展起着近乎决定性的作用。
为解决南部地区用水问题，以色列于国家北部兴修了大型海水淡化与水利规划工程。这一举措致使以色列地表水的开发利用率、汛期洪水的回收再利用率得到了最大化的提升，同时，也使城市污水得到了有效的处置。其中，声势最为浩大的是于1964年投入运营的“北水南调”的国家输水工程，其从以色列最大的淡水湖加利利海将北方较为丰富的水资源用一条长度达300公里的输水管线输送到南方干旱缺水的内盖夫沙漠。
如今，以色列对水资源的渴求已远大于传统供水方式的承载能力。近十年中，以色列近一半的用水来源于一些非常规水源诸如再生水与淡化海水。其中，由于1998-2002年以色列境内的连续干旱，加之对淡水资源的过度抽取，使加利利湖水位经常低于安全红线，直接威胁以色列水安全，以色列政府于1999年制定了“大规模海水淡化计划”，以期缓解淡水的供需矛盾。2022年時，海水和半鹹水淡化產生了全國85%的飲用水。

## 历史沿革
随着以色列的经济发展和人口增加，淡水供需缺口越来越大，近代以色列给排水发展史可分为四个典型阶段：常规水资源开发阶段、再生水阶段、水资源合约分配阶段以及海水淡化工程的推行与发展阶段。

### 常规水资源开发阶段（1937-1970

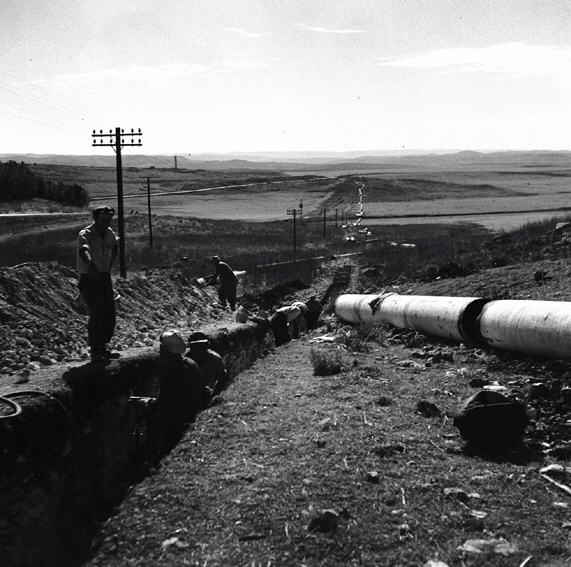
位于耶路撒冷的输水管道, c. 1946

由于犹地亚与撒玛利亚广袤的沿海平原缺乏足够的淡水资源，早在1902年，现代以色列国父西奥多·赫茨尔便提出了从约旦河就近抽取淡水至沿海海岸以用于沿海居民的日常用水与农业灌溉这一极富瞻前性的伟大设想，他提出：“一条跨越以色列全境的输水系统将是现代以色列的立国之本。”在以色列建国的十年前的1937年，以色列国家水务公司Mekorot正式建立。1939年，犹太人安置机构的领导人亚瑟·鲁宾向工程师西姆切·布拉斯提出了“幻想计划”，计划通过流域调水灌溉内盖夫沙漠，使其变成绿洲。在1948年第一次中东战争时期，Mekorot便建成了沿着Burma Road向耶路撒冷输送淡水的Shiloach输水管道。然而，随着以色列战后的发展，生活用水和农业用水的需求激增，起初的输水系统计划已经无法满足长远的国家发展规划。在1956年，Mekorot完成了雅孔－内盖夫工程，在历史上第一次将水从罗什艾因地区运送到了内盖夫沙漠之后，便马不停蹄的开始了“幻想计划”的下一阶段——将水从加利利湖输送进雅孔－内盖夫水系统。

1953年至1955年期间，美国驻中东特别水务代表埃里克·约翰斯顿参与推进约旦河谷统一用水计划，又称约翰斯顿计划的协商，这一计划试图通过协商谈判等方式旨在永久性解决约旦河水系水资源分配问题，使以色列、黎巴嫩、叙利亚、约旦的约旦河周边国家达成共同开发约旦河及周边水资源的协议。虽然阿拉伯联盟拒绝参与约翰斯敦计划，但是以色列认可了这项水资源分配方针。1961年Mekorot开始推行人工降雨工程，使以色列当地降雨量增加了13%-18%。
1965年，从加利利海向约旦河谷下游抽调咸水的咸水管道竣工。同年以色列主要的水资源抽调项目为通过国家水运航道从加利利海向人口稠密的南部沿海平原输送淡水。介于以色列的这一举措，黎巴嫩、叙利亚、约旦等周边国家开始试图通过截取约旦河原水、袭击以色列国家输水系统，阻止以色列抽调大部分约旦河水资源的行为。同期，叙利亚企图将巴尼亚斯河改道（约旦河河源之一，位于戈兰高地），以色列由此发动空袭。而一事件也成为了1967年的第三次中东战争，又称六日战争的一大导火索。在这次战争中，以色列抢占了戈兰高地以及约旦河西岸等地区。

### 再生水推广阶段（1970-1980）
1969年，随着位于以色列塔拉维夫南部的Shafdan污水处理厂额建成，每年约有130,000,000立方米的污水在此被集中处理用于农田灌溉。然而在其他城市及乡镇，大部分的污水仍未得到有效的处置。1984年，Kishon污水厂于以色列北部建成，每年为耶斯列谷额外提供了20,000,000立方米可用于农业灌溉的已处理污水，减轻了当地农产品供应高峰期的用水负担。

### 21世纪
2005年，以色列建成了亚实基伦海水淡化厂，是当时世界上最大的海水淡化厂。2007年，建成了帕勒馬希姆海水淡化廠。2009年，建成了比亞實基倫更大的哈代拉海水淡化廠，每年可淡化1億4千5百萬立方米的海水。